# 3000 Leonardo
A 3000 Leonardo (ideiglenes jelöléssel 1981 EG19) a Naprendszer kisbolygóövében található aszteroida. Schelte J. Bus fedezte fel 1981. március 2-án.